# کاخ ولدن

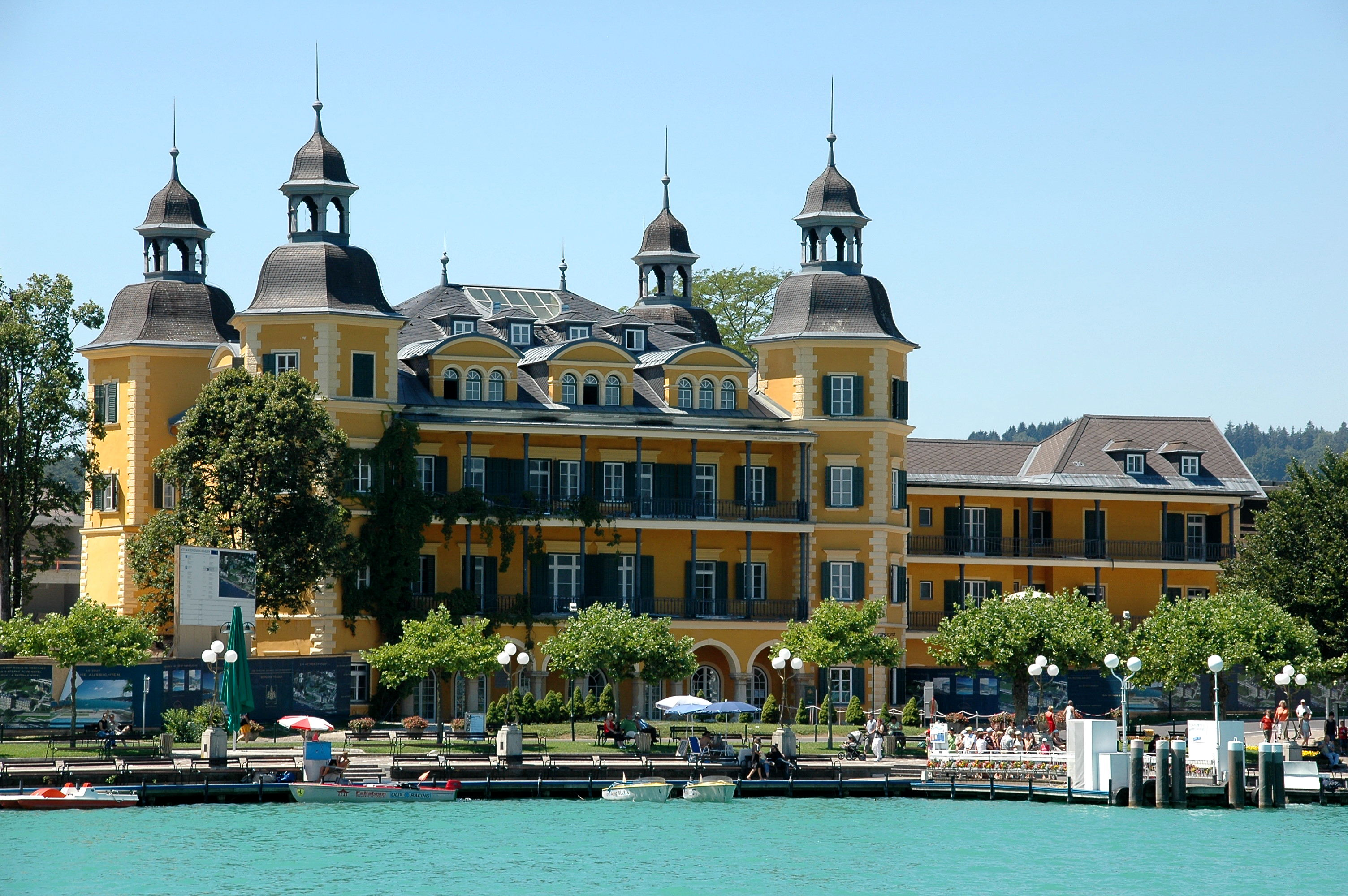
نمای ساحل کاخ ولدن.

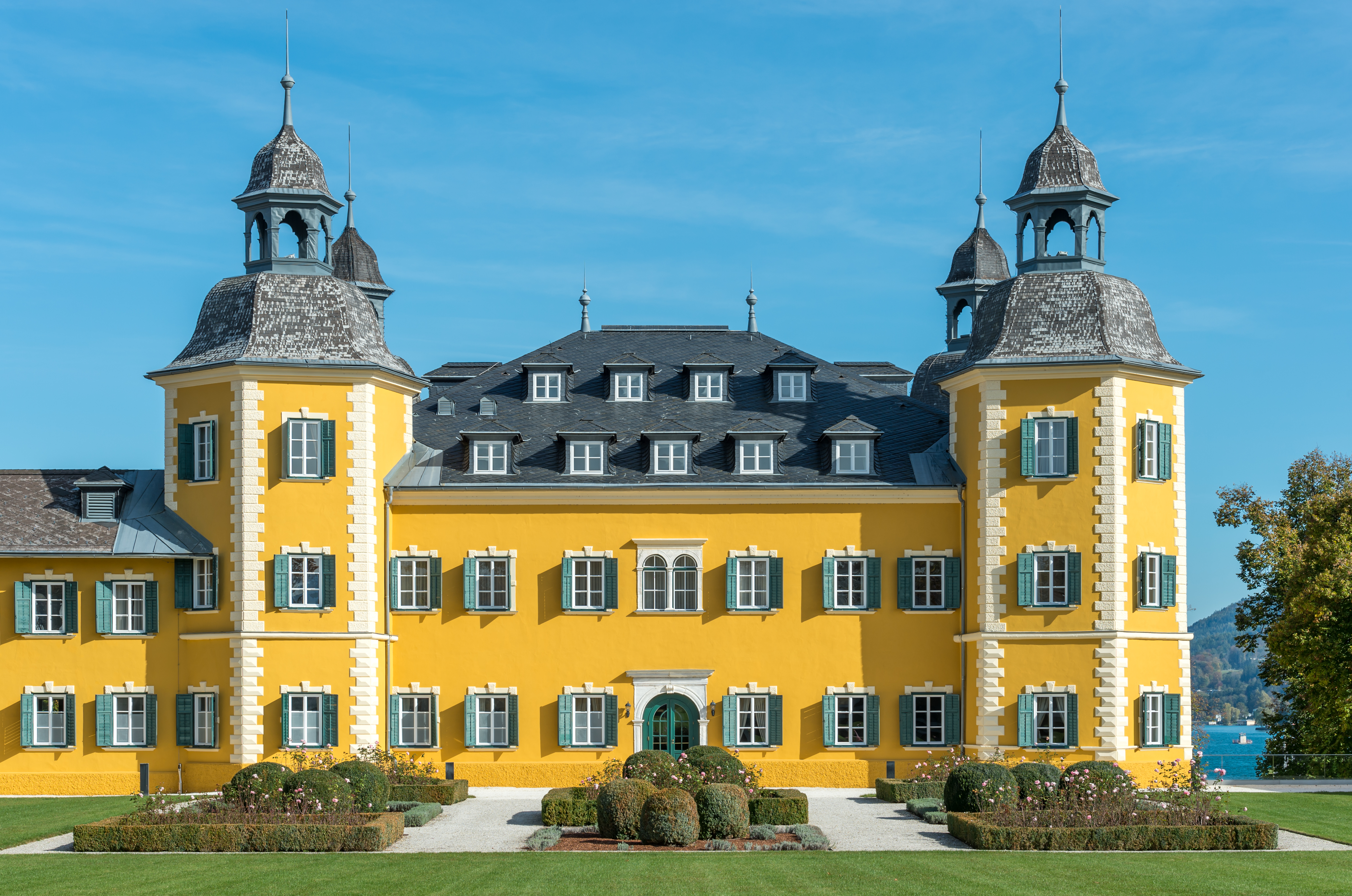
این کاخ اکنون به یک هتل لوکس تغییر کاربری داده‌شده‌است.

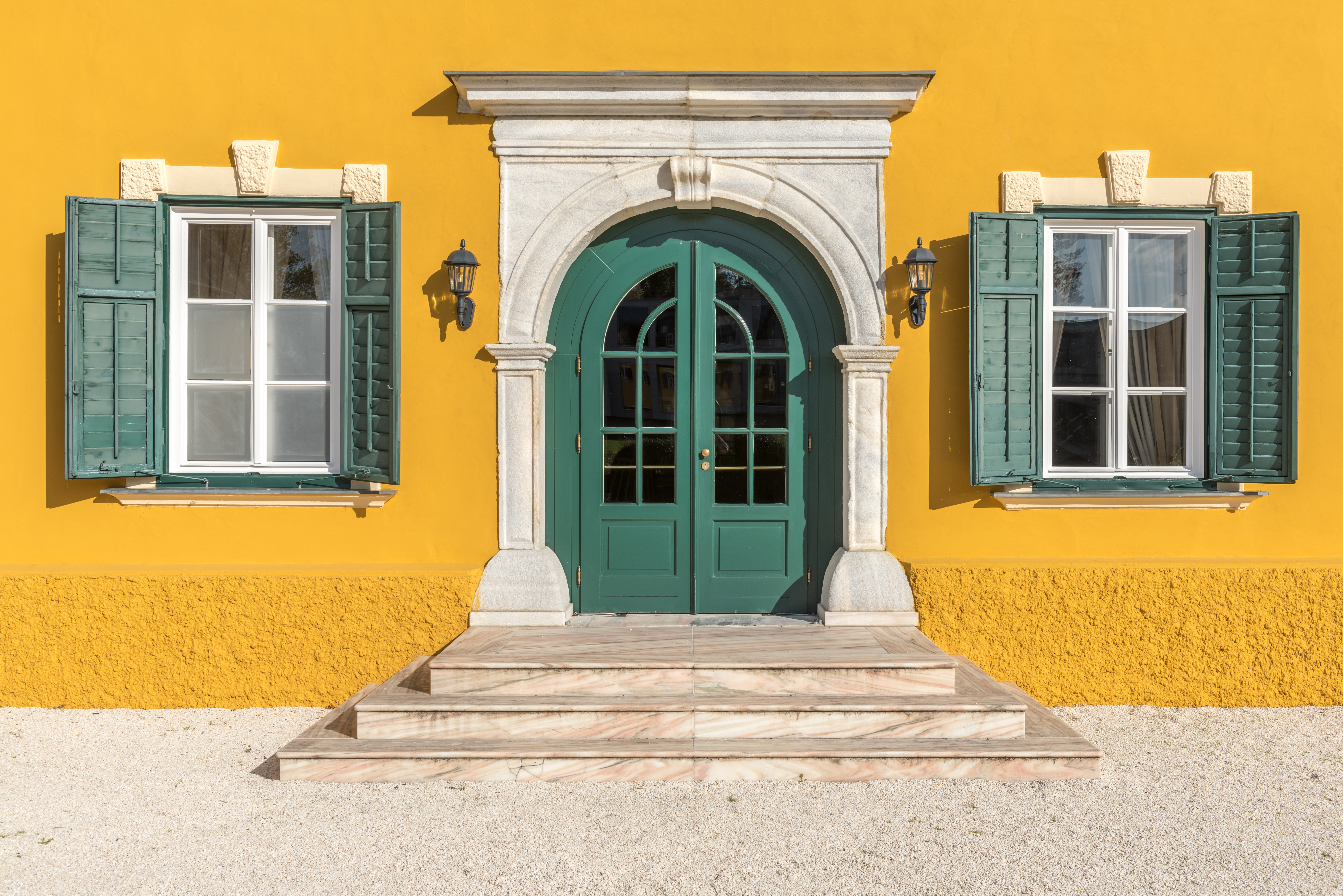
نمایی از درب ورودی کاخ ولدن.

کاخ ولدن (انگلیسی: Schloss Velden) قلعه‌ای است در استراحتگاه توریستی اتریش ولدن‌ام وورتهر سی، کارنینتیا. این هتل به عنوان یک هتل در تمام طول سال واقع در ساحل غربی دریاچه ورثیر سی اداره می‌شود.

## تاریخچه
قلعه اصلی رنسانس تقریباً از ۱۵۹۰ به بعد محل اقامت کنت بارتولماوس خاونولر (۱۶۱۳–۱۵۳۹) بود، این قلعه توسط بارون لندسکرون ساخته شد، که به‌عنوان وزیر داخلی اتریش آرشیدوک چارلز دوم خدمت کرده بود.